# الیستر پیتری
اَلیستر پیتری (انگلیسی: Alistair Petrie؛ زادهٔ ۳۰ سپتامبر ۱۹۷۰) بازیگر اهل بریتانیا است. وی از سال ۱۹۹۳ میلادی تاکنون مشغول فعالیت بوده‌است.
از فیلم‌ها یا برنامه‌های تلویزیونی که وی در آن نقش داشته است، می‌توان به شتاب، هرج‌ومرج کوچک، صورت یک فرشته، روگ وان، مدیر شب، اما، همپستد و کلاود اطلس اشاره کرد.